# Grand Prix automobile de Monaco 1974
Résultats du Grand Prix de Monaco 1974, couru sur le circuit de Monaco le 26 mai 1974.

## Classement
| Pos  | N° | Pilote               | Écurie            | Tours | Temps/Abandon     | Grille | Points |
| ---- | -- | -------------------- | ----------------- | ----- | ----------------- | ------ | ------ |
| 1    | 1  | Ronnie Peterson      | Lotus-Ford        | 78    | 1 h 58 min 03 s 7 | 3      | 9      |
| 2    | 3  | Jody Scheckter       | Tyrrell-Ford      | 78    | + 28 s 8          | 5      | 6      |
| 3    | 17 | Jean-Pierre Jarier   | Shadow-Ford       | 78    | + 48 s 9          | 6      | 4      |
| 4    | 11 | Clay Regazzoni       | Ferrari           | 78    | + 1 min 03 s 1    | 2      | 3      |
| 5    | 5  | Emerson Fittipaldi   | McLaren-Ford      | 77    | + 1 tour          | 13     | 2      |
| 6    | 28 | John Watson          | Brabham-Ford      | 77    | + 1 tour          | 23     | 1      |
| 7    | 26 | Graham Hill          | Lola-Ford         | 76    | + 2 tours         | 21     |        |
| 8    | 27 | Guy Edwards          | Lola-Ford         | 75    | + 3 tours         | 26     |        |
| 9    | 4  | Patrick Depailler    | Tyrrell-Ford      | 74    | + 4 tours         | 4      |        |
| Abd. | 15 | Henri Pescarolo      | BRM               | 62    | Boîte de vitesses | 27     |        |
| Abd. | 2  | Jacky Ickx           | Lotus-Ford        | 34    | Moteur            | 19     |        |
| Abd. | 12 | Niki Lauda           | Ferrari           | 32    | Allumage          | 1      |        |
| Abd. | 24 | James Hunt           | Hesketh-Ford      | 27    | Transmission      | 7      |        |
| Abd. | 33 | Mike Hailwood        | McLaren-Ford      | 11    | Accident          | 10     |        |
| Abd. | 7  | Carlos Reutemann     | Brabham-Ford      | 5     | Suspension        | 8      |        |
| Abd. | 37 | François Migault     | BRM               | 4     | Accident          | 22     |        |
| Abd. | 22 | Vern Schuppan        | Ensign-Ford       | 4     | Accident          | 25     |        |
| Abd. | 9  | Hans-Joachim Stuck   | March-Ford        | 3     | Collision         | 9      |        |
| Abd. | 14 | Jean-Pierre Beltoise | BRM               | 0     | Collision         | 11     |        |
| Abd. | 6  | Denny Hulme          | McLaren-Ford      | 0     | Collision         | 12     |        |
| Abd. | 20 | Arturo Merzario      | Iso Marlboro-Ford | 0     | Collision         | 14     |        |
| Abd. | 10 | Vittorio Brambilla   | March-Ford        | 0     | Collision         | 15     |        |
| Abd. | 16 | Brian Redman         | Shadow-Ford       | 0     | Collision         | 16     |        |
| Abd. | 18 | Carlos Pace          | Surtees-Ford      | 0     | Collision         | 18     |        |
| Abd. | 23 | Tim Schenken         | Trojan-Ford       | 0     | Collision         | 24     |        |
| Nq.  | 8  | Rikky von Opel       | Brabham-Ford      |       | Non qualifié      |        |        |

Légende :
- Abd.=Abandon

## Pole position et record du tour
- Pole position : Niki Lauda en 1 min 26 s 3 (vitesse moyenne : 136,742 km/h).
- Tour le plus rapide : Ronnie Peterson en 1 min 27 s 9 au 57e tour (vitesse moyenne : 134,253 km/h).

## Tours en tête
- Clay Regazzoni : 20 (1-20)
- Niki Lauda : 12 (21-32)
- Ronnie Peterson : 46 (33-78)

## À noter
- 5e victoire pour Ronnie Peterson.
- 55e victoire pour Lotus en tant que constructeur.
- 71e victoire pour Ford Cosworth en tant que motoriste.
- 2e et dernière qualification en Grand Prix pour l'écurie Amon (20e et non partant).